# 야쿠부 아이예그베니
압둘라사크 야쿠부 아이예그베니(영어: Abdulrasaq Yakubu Aiyegbeni, 1982년 11월 22일, 나이지리아 베닌시티 ~ )는 나이지리아 출신의 전 프로 축구 선수이다. 포지션은 스트라이커였으며 현재 프리미어리그에서 아프리카 출신 선수 중 세 번째로 많은 골을 넣은 선수라는 기록을 가지고 있다.
2010년 남아공 월드컵 당시 B조 조별리그 마지막 경기인 대한민국과의 경기에서 수많은 골 찬스를 실패하여 자국 팬들로부터 큰 비난을 받았다. 경기 결과는 2-2 무승부로 조별리그 1무 2패 최하위로 16강 진출에 실패했다.